# Enka
Az enka (演歌; Hepburn: enka) egy népszerű japán zenei műfaj, amely a hagyományos japán zenéből gyökerezik, ugyanakkor a nyugati hatások révén attól mégis elkülönül. A modern enkának azonban viszonylag friss a zenei formája, amely a modern japán nem-materialista háború utáni életérzésből fakad – amit nihonjinronnak nevezünk – miközben a vokális szólamok esetén sokkal inkább a tradicionális zenei stílust alkalmazza, mint a rjúkóka, amely a háború előtti években örvendett nagy népszerűségnek.
A modern enka, mint ahogy háború utáni időszakban fejlődött ki, szentimentális ballada jellegű. Az első néhány modern enka énekes többek között Kaszuga Hacsiró, Mihasi Micsija, és Murata Hideo voltak. Az enka modern formájában való megújulása 1969-re tehető, amikor is Fudzsi Keiko debütált. Napjainkban az egyik leghíresebb férfi enka énekes Hikava Kijosi.

## A szó eredete
Az enka kifejezést először megzenésített politikai szövegekre értették, amelyeket a Meidzsi-korban (1868-1912) a Szabadság és az Emberi Jogok Mozgalmához tartozó ellenzéki aktivisták énekeltek és terjesztettek, ezzel megkerülve a politikai nézeteltérésekről szóló beszédek előadása kapcsán felmerülő kormányzati szabályokat. Ennek értelmében az enka az enzecu no uta (演説の歌, enzetsu no uta) kifejezésből ered, amelynek szó szerinti jelentése „beszéddal”.
Egy másik elmélet szerint az endzsiru uta (演じる歌, enjiru uta) kifejezésből származik, amely szó szerint „előadott dalt” jelent.
Az enka – mint ahogyan később a j-pop – egy, a lemezkiadók által használt besorolásként is funkcionál. A megnevezés később alakult ki, mint ahogy a műfaj megszületett. Emiatt lehetséges az, hogy Miyako Harumi, akire általában enkaénekesként tekintenek, nem tartja magát annak, nem hiszi, hogy enkát énekelne, mivel valójában még nem is létezett ez a kifejezés debütálása idején.

## Jellemzői
A modern enka leggyakrabban használt skálája a jonanuki tan onkai (ヨナ抜き短音階, yonanuki tan onkai), azaz a moll skála (hangsor) negyedik és hetedik fok nélkül, illetve jonanuki csó onkai (ヨナ抜き長音階, yonanuki chō onkai) módosított változata, azaz a dúr skála negyedik és hetedik fok nélkül. Az utóbbi hangsor egy régi japán, úgynevezett rjo onkaiból (呂音階, ryo onkai), azaz rjo skálából származik.
A pentatónián alapuló zene mutat némi párhuzamot a blues-zal. A dalszöveg általában hasonló témákat dolgoz fel, mint például a szerelem, a veszteség, a magány, a nehézségek elviselése és a velük szemben való kitartás, sőt, akár az öngyilkosság és a halál témája is felmerül. Annak ellenére, hogy a kajókjoku (populáris zene) műfajába sorolják az enkát, mégis kifejezőbbnek és érzelmesebbnek tekinthető, bár nincs egyértelmű megegyezés a témában.